# Charles Dodelier
Pour les articles homonymes, voir Dodelier.
Claude Charles François Dodelier, né le 30 août 1816 à Vesoul et mort le 1er mars 1882 à Vesoul, est un architecte français.

## Biographie
Fils unique, il est le fils de Jacques Dodelier, arpenteur-géomètre. Après avoir étudié à l'École centrale des arts et des manufactures, il commence sa carrière d'architecte,.
Il réalise un nombre conséquent d'édifices religieux, de fontaines-lavoirs et de bâtiments publics.
Il est accidentellement victime d'un incendie le 1er mars 1882 qui a lieu dans l'hôtel de préfecture de Vesoul,. Il meurt peu de temps après le même jour chez lui au 12 rue du Collège (actuelle rue Salengro).
Il est inhumé avec son épouse Claude Dodelier née Huard (1826-1900) et leur fils Georges Dodelier (1858-1937) dans l'ancien cimetière de Vesoul.
Il a également eu un autre fils, militaire et artiste : Henri Dodelier.

## Principales réalisations

### À Vesoul
- La synagogue de Vesoul (1875)[6]
- Le temple protestant de Vesoul (1865-1866)[6]
- Les halles de Vesoul (1868)[6]
- La colonne des Mobiles de la Haute-Saône (1874)[6]

### Dans le reste de la Haute-Saône

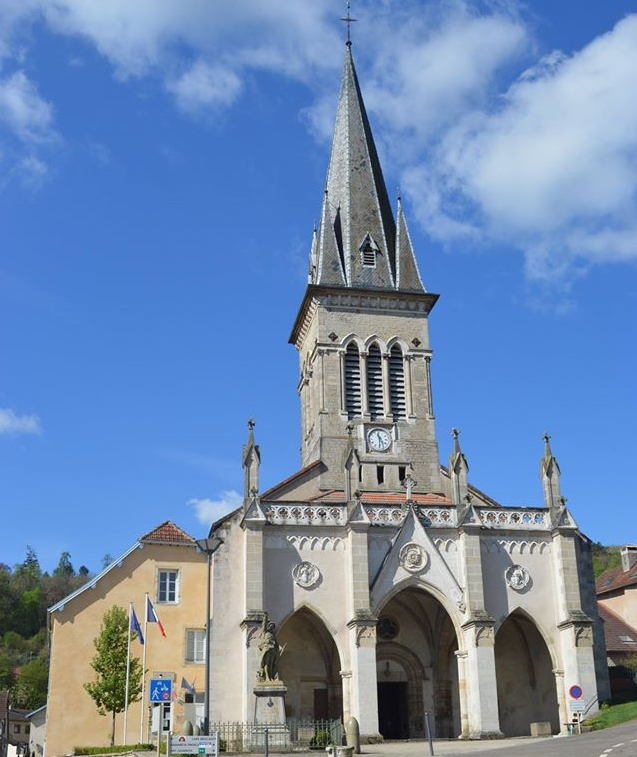
L'église de Colombier.

- L'église des Saints-Jumeaux à Colombier inscrite aux monuments historiques[7]
- La chapelle Saint-Léger à Vauchoux[8]
- La fontaine du Chêne à Breurey-lès-Faverney[9]
- La fontaine dite des Rois à Jussey[10]
- La fontaine Marianne à Jussey[11]
- Le cimetière de Vauchoux[12]
- La fontaine de Conflandey[13]
- La fontaine de Chassey-lès-Montbozon en 1854 [14]
- La Maison commune de Vauchoux (rénovation)[15]
- Le cimetière de Conflandey[16]
- Le presbytère de Chaux-lès-Port[17]
- Le presbytère de Scey-sur-Saône (toiture)[18]
- La fontaine de Ferrière-lès-Scey (toiture)[19]